# Marga van der Meijs
Margarethe van der Meijs, detta Marga (Amsterdam, 25 settembre 1957), è un'ex cestista olandese.

## Carriera
Con i Paesi Bassi ha disputato i Campionati mondiali del 1979 e due edizioni dei Campionati europei (1976, 1978).